# Alfred Schneider (Artist)

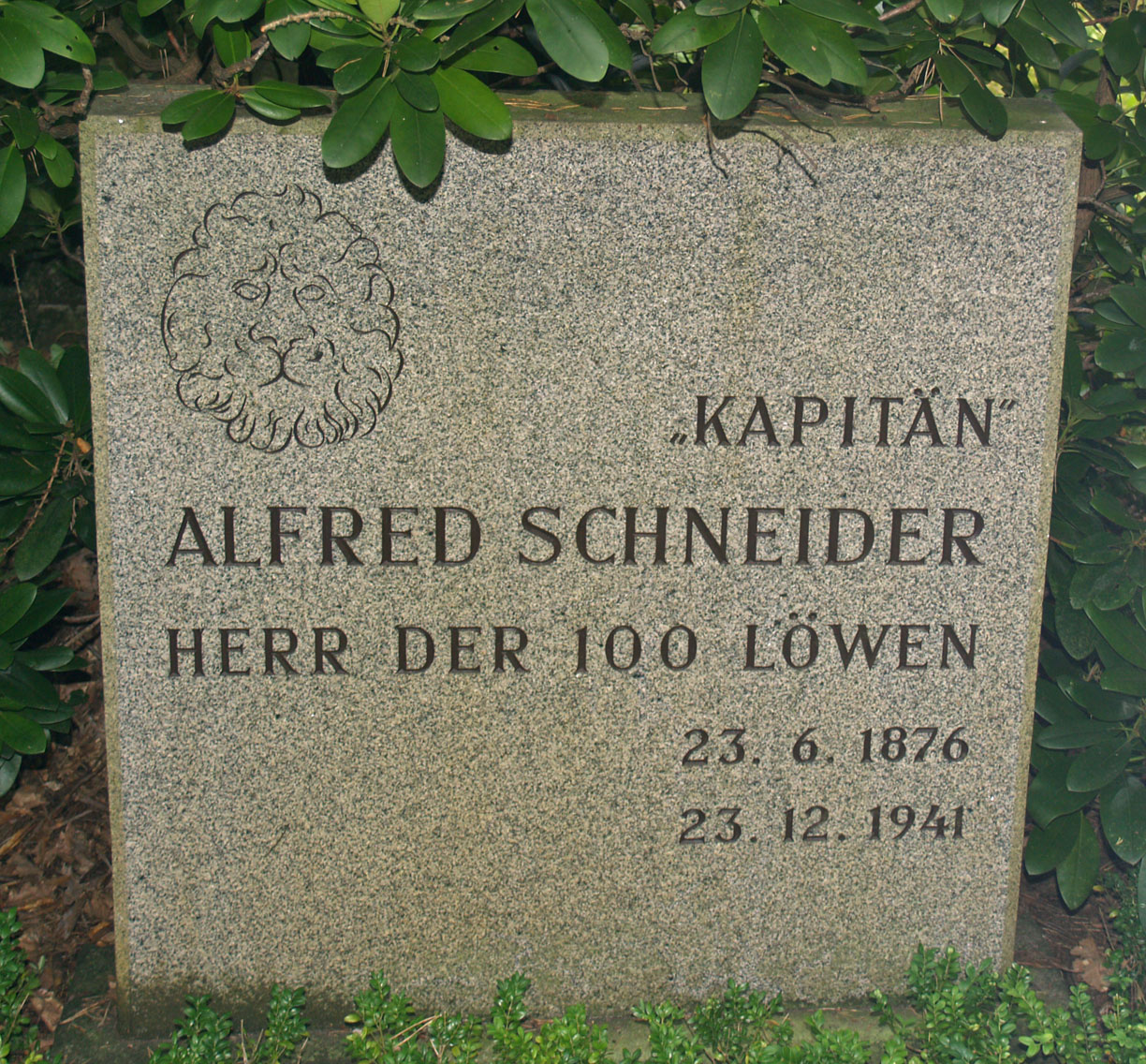
Das Grab von Alfred Schneider auf dem Südwestkirchhof Stahnsdorf

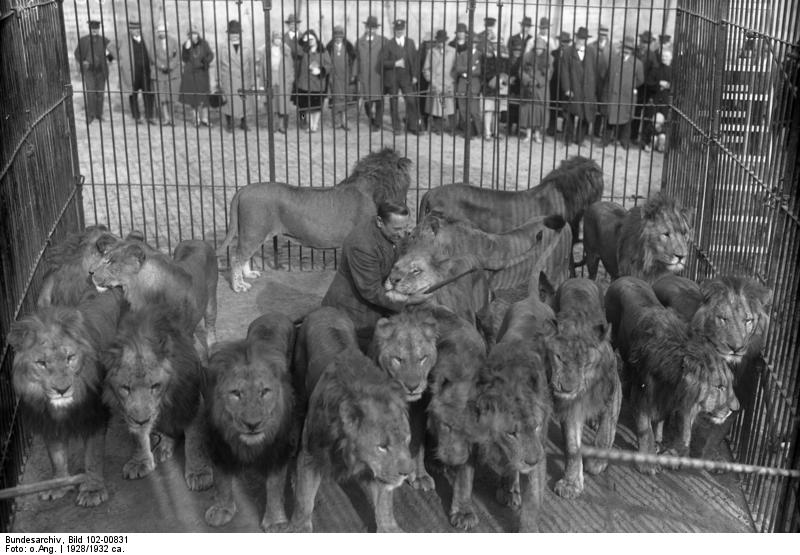
Alfred Schneider inmitten seiner Löwen, um 1930

Alfred Schneider, auch bekannt als Kapitän Schneider oder Herr der 100 Löwen (* 23. Juni 1876 in Neuselerhausen; † 23. Dezember 1941 in Berlin), war ein deutscher Löwendompteur.
Schneider war von Beruf Bauingenieur, trat zunächst als Radsportartist auf, entschied sich dann jedoch für die Arbeit mit Löwen. Er züchtete eine eigene Gruppe von 60 Tieren. Später musste Schneider mit seinem Zirkus den Konkurs anmelden, konnte aber mit einem Restbestand weiterarbeiten und auf Jahrmärkten auftreten. Schneider zeichnete sich durch seinen vertrauensvollen Umgang und direkten Körperkontakt mit den Tieren aus und sprach mit ihnen leicht sächselnd.
Zum 1. April 1933 trat er der NSDAP bei (Mitgliedsnummer 1.675.500) und war auch Mitglied im NSKK. Als die Deutsche Afrika-Schau 1936 in finanzielle Schwierigkeiten geriet und von der DAF übernommen wurde, verfasste Schneider 1936 einen Brief an das Propagandaministerium, in dem er sich als Helfer anbot und auch von den „besonderen Rasseeigentümlichkeiten der Neger, ihr ausgeprägtem Triebleben und ihre Neigung zu sexuellen Exzessen“ schrieb. Er regte an, diese „unter steter Aufsicht“ zu halten, um nicht die „gesamte Rassegesetzgebung in Unrecht zu setzen“.
Schneider wurde 1941 von seinen Tieren angegriffen und erlag einige Tage später im Berliner St.-Franziskus-Krankenhaus seinen Verletzungen. Seine Grabstätte befindet sich als Ehrengrab der Stadt Berlin auf dem Südwestkirchhof Stahnsdorf.